# Daribba
Der Daribba war ein ägyptisches Volumen- und Getreidemaß und waren- und ortsabhängig vom variablen Ardeb.
- 1 Daribba = 2 Ardeb = 12 Auibeh = 24 Keleh = 48 Rubehs = 181,6 Liter[2]

Der Daribba hatte als Getreidemaß in 
- allgemein Ägypten: 1 Daribba = 358 Liter
- Alexandrien: 1 Daribba = 542 Liter
- Rosette: 1 Daribba = 568 Liter
- Damiette: 1 Daribba = 810 Liter